# The Martyrs of the Alamo
Pour plus de détails, voir Fiche technique et Distribution.
The Martyrs of the Alamo est un film américain réalisé par Christy Cabanne, sorti en 1915.

## Synopsis
Au cours de la révolution texane de 1836, 250 Américains sous les ordres du colonel Travis, parmi lesquels Davy Crockett et James Bowie résistent un temps aux attaques de l'armée mexicaine conduite par le général Santa Anna, pendant le siège de Fort Alamo. Pendant la bataille, Crockett et Bowie discutent à propos de l'efficacité de leurs armes respectives, le fusil et le couteau. « Silent » Smith parvient à passer à travers les lignes ennemies pour rejoindre Samuel Houston et ses rangers. Mais ils arriveront trop tard...

## Fiche technique
- Titre original : The Martyrs of the Alamo
- Réalisation : Christy Cabanne
- Scénario : Christy Cabanne, d'après le roman Martyrs of the Alamo de Theodosia Harris
- Adaptation : Christy Cabanne, Theodosia Harris
- Photographie : William Fildew
- Musique : Michael Boldt
- Production : D. W. Griffith
- Société de production : Fine Arts Film Company
- Société de distribution : Triangle Film Corporation
- Pays de production :  États-Unis
- Langue originale : anglais
- Format : noir et blanc — 35 mm — 1,37:1 — Film muet
- Genre : Film historique
- Durée : 72 minutes
- Date de sortie :
  - États-Unis : 3 octobre 1915 (première à New York)
- Licence : domaine public

## Distribution
- Sam De Grasse : « Silent » Smith
- Allan Sears (en) : Davy Crockett
- Walter Long : Général Santa Anna
- Alfred Paget : James Bowie
- Fred Burns (en) : Capitaine Almaron Dickinson
- John T. Dillon : Colonel Travis
- Juanita Hansen : la fille du vieux soldat
- Ora Carew (en) : Susanna Dickinson
- Tom Wilson : Samuel Houston
- Augustus Carney : le vieux soldat
- Douglas Fairbanks[1] : Joe, un soldat texan